# Estivella
Estivella è un comune spagnolo di 1 148 abitanti situato nella comunità autonoma Valenciana.